# Tarno
 Tarno  falu Horvátországban Zágráb megyében. Közigazgatásilag Ivanić-Gradhoz tartozik.

## Fekvése
Zágrábtól 33 km-re délkeletre, községközpontjától  4 km-re északnyugatra fekszik. 

## Története
1857-ben 106, 1910-ben 127 lakosa volt. Trianonig Zágráb vármegye Dugo Seloi járásához tartozott. 
A településnek 2001-ben 65 lakosa volt.

## Lakosság
| Lakosság változása | Lakosság változása | Lakosság változása | Lakosság változása | Lakosság változása | Lakosság változása | Lakosság változása | Lakosság változása | Lakosság változása | Lakosság változása | Lakosság változása | Lakosság változása | Lakosság változása | Lakosság változása | Lakosság változása |
| ------------------ | ------------------ | ------------------ | ------------------ | ------------------ | ------------------ | ------------------ | ------------------ | ------------------ | ------------------ | ------------------ | ------------------ | ------------------ | ------------------ | ------------------ |
| 1857               | 1869               | 1880               | 1890               | 1900               | 1910               | 1921               | 1931               | 1948               | 1953               | 1961               | 1971               | 1981               | 1991               | 2001               |
| 106                | 91                 | 87                 | 91                 | 93                 | 127                | 124                | 141                | 96                 | 106                | 94                 | 85                 | 62                 | 60                 | 65                 |

## Külső hivatkozások
Ivanić-Grad hivatalos oldala